# Mikoyan-Gurevich I-220
Mikoyan-Gurevich I-220 là mẫu máy bay chiến đấu tiếp theo sau các mẫu thử nghiệm I-210, I-211 và I-230. Nó được Liên Xô phát triển giữa chiến tranh thế giới II, nhưng sau đó đã kết thúc.

## Lịch sử
Cuối năm 1942, công việc trên những mẫu máy bay được phát triển song song và đang được xem xét như mẫu Series "A" tiến triển rất tốt, điều đó làm OKB hy vọng đáp ứng một nhu cầu nổi lên sớm trong năm là VP (vysotny perekhvatchik, máy bay đánh chặn trên cao). Chiếc đầu tiên, I-220, nó có thể dùng một số chi tiết hoặc không có gì từ các máy bay chiến đấu MiG trước đó, và nó được thiết kế pha trộn, thân máy bay được là bằng kim loại phần mũi còn phần đuôi làm bằng gỗ, cánh được làm bằng thép và các cột trụ khung máy bay được làm bằng gỗ. Mẫu đầu tiên, được xuất xưởng vào tháng 6-1943 và bay lần đầu tiên trong suốt tháng, đầu tiên nó được trang bị một động cơ Mikulin AM-38F công suất 1.700 hp. Vũ khí với 2 pháo ShVAK 20 mm, động cơ AM-38F của I-220 có tốc độ 572 km/h trên mặt biển và 630 km/h trên 7000 m, trần bay thực dụng là 9.500 m. Sau đó nó được trang bị động cơ Mikulin AM-39 công suất 1.800 hp, nó bay lần đầu vào tháng 1-1944, các chuyến bay thử nghiệm tiếp tục cho đến tháng 8. Mẫu thứ 2 cũng dùng động cơ Mikulin AM-39 và bay vào tháng 9-1944, nhưng nó trở thành máy bay Xô Viết đầu tiên mang 4 pháo ShVAK 20 mm.
Dữ liệu sau đây có liên quan đến mẫu thứ 2. Máy bay chiến đấu thứ 2 trong Series "A" và có tên gọi 2A, I-221 là mẫu máy bay chiến đấu đầu tiên của OKB được lắp động cơ nén khí tuabin. I-221 lắp động cơ Mikulin AM-39A công suất 1.700 hp và trang bị một máy nén ly tâm và TsIAM phát triển TK-2B thành cặp máy nén khí tuabin, cho phép duy trì tốc đọ trên độ cao 13.000 m. Dù có quan hệ khá gần gũi với mẫu có trước I-220, I-221 có thân máy bay được làm bằng đuyra, và những bảng cánh phía ngoài được mở rộng, sải cánh tăng tổng cộng là 2 m. Vũ khí gồm 2 pháo 20 mm. Chuyến bay thử nghiệm đầu tiên vào 2 tháng 12-1943, nhưng chương trình bị kết thúc đột ngột, trong khi một trong các mẫu đang trong giai đoạn đầu thử nghiệm,

## Thông số kỹ thuật (I-220)

### Đặc điểm riêng
- Phi đoàn: 1
- Chiều dài: 9.60 m
- Sải cánh: 11.00 m
- Chiều cao: 3.16 m
- Diện tích cánh: 20.38 m²
- Trọng lượng rỗng: 3.101 kg
- Trọng lượng cất cánh: 3.647 kg
- Động cơ: 1x Mikulin AM-39F công suất 1.800 hp

### Hiệu suất bay
- Vận tốc cực đại: 697 km/h
- Tầm bay: 630 km
- Trần bay: 11.000 m

### Vũ khí
- 4x pháo ShVAK 20 mm

## Nội dung liên quan
MiG I-211 - MiG I-230 - MiG I-220 - MiG I-231 - MiG I-222 - MiG I-224